# Nordingrå
Nordingrå is een plaats in de gemeente Kramfors in het landschap Ångermanland en de provincie Västernorrlands län in Zweden. De plaats heeft 335 inwoners (2005) en een oppervlakte van 66 hectare. De plaats ligt aan het Vågsfjärden, een baai/inham van de Botnische Golf.

## Geboren
- Arne Åhman (1925-2022), hink-stap-springer, hoogspringer